# Außenministerium (Albanien)
Das Ministerium für Europa und Auswärtige Angelegenheiten (albanisch Ministria për Evropën dhe Punët e Jashtme; Akronym: MEPJ) ist für die Außenpolitik Albaniens zuständig und Teil der Regierung. Es besteht als Institution seit dem 4. Dezember 1912 und hat seinen Sitz in Tirana. Bis September 2017 hieß das Außenministerium noch Ministerium für Auswärtige Angelegenheiten (Ministria e Punëve të Jashtme).
Dem Minister für Auswärtige Angelegenheiten (Ministri për Evropën dhe Punët e Jashtme, best. Sing.), aktuell Igli Hasani, unterstellt sind drei Vizeaußenminister (Zëvendësministri i Punëve të Jashtme), einen Generalsekretär (Sekretari i Përgjithshëm) und ein Kabinett aus einem Direktor und vier Beratern (Kabineti).

## Sitz und Lage
Der Hauptsitz des Außenministeriums befindet sich am Boulevard Gjergj Fishta 6 in Tirana. Das Ministeriumsgebäude steht direkt am Flüsschen Lana und liegt im 3. Stadtbezirk (Njësia bashkiake Nr. 3) östlich des Zentrums. In der Nähe befindet sich auch der Sitz der Albanischen Polizei.

## Aufgabe
Zum Außenministerium gehören die Auslandsvertretungen Albaniens (Botschaften) und das diplomatische Corps bei souveränen Staaten und internationalen Organisationen, welche die Regierung regelmäßig informieren.
Der Beitritt zur EU, Äußere Sicherheit, Verteidigungspolitik und Wirtschaftsbeziehungen sind wichtige Ziele.

## Leiter des Außenministeriums
Der Leiter des Außenministeriums war bis Ende 2018 Ditmir Bushati (PS), danach übernahm Ministerpräsident Edi Rama selber, der die Amtsführung aber an seinen Stellvertreter Gent Cakaj übertrug. Ende Dezember 2020 trat Cakaj zurück, Olta Xhaçka wurde Anfang Januar 2021 neue Außenministerin. Im September 2023 wurde sie von Igli Hasani abgelöst.